# 論山ジャンクション
論山ジャンクション（ノンサンジャンクション）は大韓民国忠清南道論山市にある湖南高速道路・論山-天安高速道路（25号線）と湖南高速道路支線（251号線）を結ぶジャンクションである。

## 接続する路線

### 大田・光州方面
- 湖南高速道路支線（1番）
- 湖南高速道路・論山-天安高速道路（29番）

### 公州・天安方面
- 論山-天安高速道路（29番）

## 隣
湖南高速道路・論山-天安高速道路
- (28) 益山IC - 益山弥勒寺址SA - (29) 論山JCT - 南論山料金所 - (30) 錬武IC

湖南高速道路支線
- (1) 論山JCT - (2) 論山IC